# Timur Zhamaletdinov
Timur Abdurashitovich Zhamaletdinov (Moscou, 21 de maio de 1997) é um futebolista profissional russo que atua como atacante.

## Carreira

### CSKA Moscou
Timur Zhamaletdinov se profissionalizou no PFC CSKA Moscovo, em 2014. Ele fez sua estreia contra o FC Yenisey Krasnoyarsk. 

## Títulos
CSKA Moscou
- Supercopa da Rússia: 2018[2]